# إبراهيم جمال (لاعب كرة قدم مواليد 1988)
إبراهيم جمال عبد الفتاح (مواليد 16 أغسطس 1988، لاعب كرة قدم قطري من أصول مصرية يجيد اللعب في خط الوسط.

## مسيرة اللاعب
لعب في نادي قطر ونادي معيذر ونادي الشحانية.